# Danaus
Danaus este un personaj din mitologia greacă, fiul și urmașul lui Belus la tronul Libyei și frate geamăn cu Aegyptus. Temându-se de cei cincizeci de nepoți ai săi, fiii lui Aegyptus, Danaus părăsește Libya împreună cu fetele sale, tot cincizeci la număr, și se stabilește în Argos. Aici este mai întâi oaspetele regelui Gelanor, iar după aceea e ales el însuși rege. A fost ucis de mâna lui Lynceus.